# Janus (band)

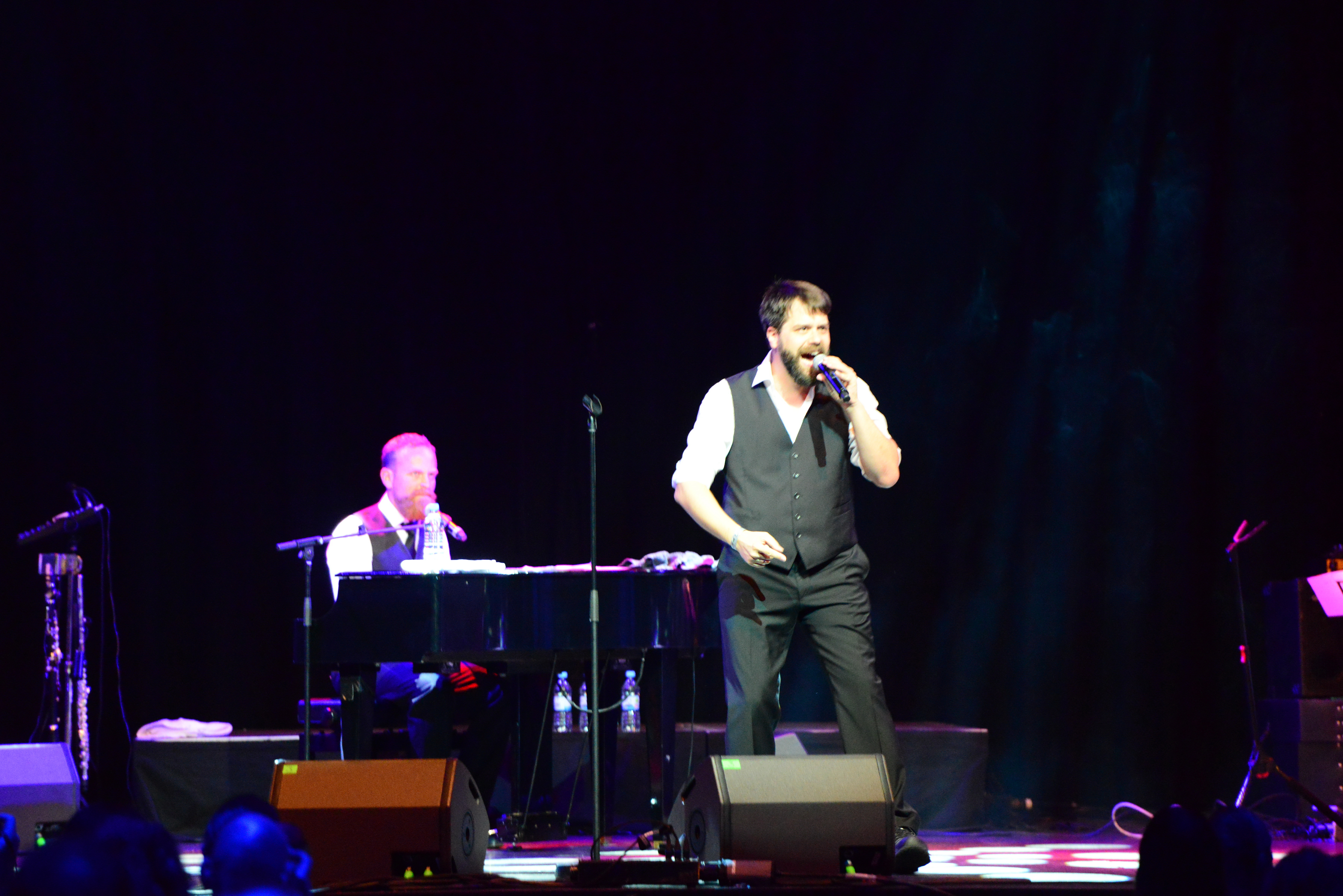
Janus op het Amphi festival 2014

Janus is een Duitse muziekgroep van Neue Deutsche Härte-signatuur, die in 1995 opgericht werd.
De twee vaste leden van de groep zijn Dirk Riegert en Tobias Hahn; Riegert zingt en schrijft de teksten, Hahn bespeelt het keyboard en de synthesizer. Daarnaast gebruikt de groep voor haar live-optredens vele gastmuzikanten, bijvoorbeeld een celliste, een basgitarist en een drummer; soms worden ze zelfs door een volledig orkest begeleid en maken ze feitelijk akoestische muziek. Hahn bezit zijn eigen opnamestudio, Nachtschicht, en Janus bracht dan ook enkele albums in eigen beheer uit. Het label waarmee ze het vaakst samenwerken, is Trisol.
De groepsnaam verwijst naar de antieke god Janus, god van deuren, poorten en grenspunten, die twee gezichten had. Zo toont ogenschijnlijk ook de band twee verschillende stijlen: er zijn songs in een ruige rock-stijl, en die staan in schril contrast tot klassieke nummers. Ze geven dan ook zowel quasi-klassieke concerten als harde elektro-performances.
Na enkele kleinschalige demo's oogstte het debuutalbum Vater in 1998 veel succes onder een kleine groep ingewijden. Het duurde tot de jaren 00 vooraleer de groep bekender werd en een naam op de zogenaamde Schwarze Szene verwierf. Hun werk wordt nog steeds op relatief kleine schaal uitgebracht.
De teksten van Janus zijn Duitstalig en episch qua opbouw; recurrente themata zijn verlatingsangst, wanhoop, razernij, de dood en onmacht. Hun meest ambitieuze project was het album Schlafende Hunde uit 2000, dat nagenoeg een kroniek van de vergankelijkheid is: elk nummer, met een bijhorende datum, verhaalt de aanloop naar en het voltrekken van de zelfmoord van het 'hoofdpersonage'. Het album schildert op treffende wijze de verwoestende effecten van liefde.

## Discografie
- 1998 Vater
- 1999 Isaak
- 2000 Schlafende Hunde (1995 als demo)
- 2001 Hundstage
- 2002 Winterreise
- 2004 Auferstehung
- 2004 Kleine Ängste
- 2005 Live Bootleg DVD (concert in Leipzig)
- 2005 Nachtmahr und Die Alpträume des Herrn Riegert
- 2005 Live Bootleg DVD (concert in Koblenz)
- 2006 Vater Deluxe (heruitgave + bonusnummers uit demo)